# Psilogramma wannanensis
Psilogramma wannanensis là một loài bướm đêm thuộc họ Sphingidae. Loài này có ở đông Trung Quốc.